# UFC 219
UFC 219: Cyborg vs. Holm è stato un evento di arti marziali miste tenuto dalla Ultimate Fighting Championship il 30 dicembre 2017 alla T-Mobile Arena di Paradise,  nell'area metropolitana di Las Vegas, negli Stati Uniti.

## Risultati
|                                        | Divisione             |                     |                 |                     | Metodo                                       | Round           | Tempo           | Premio          |  |
| Card Principale                        | Card Principale       | Card Principale     | Card Principale | Card Principale     | Card Principale                              | Card Principale | Card Principale | Card Principale |  |
| -------------------------------------- | --------------------- | ------------------- | --------------- | ------------------- | -------------------------------------------- | --------------- | --------------- | --------------- |  |
| Sfida valida per il titolo di campione | Pesi piuma femminili  | Cris Cyborg (c)     | batte           | Holly Holm          | Decisione unanime (49-46, 48-47, 48,47)      | 5               | 5:00            | FOTN            |  |
|                                        | Pesi leggeri          | Khabib Nurmagomedov | batte           | Edson Barboza       | Decisione unanime (30-25, 30-25, 30-24)      | 3               | 5:00            | POTN            |  |
|                                        | Pesi leggeri          | Dan Hooker          | batte           | Marc Diakiesi       | Sottomissione (guillotine choke)             | 3               | 0:42            |                 |  |
|                                        | Pesi paglia femminili | Carla Esparza       | batte           | Cynthia Calvillo    | Decisione unanime (29-28, 29-28, 29-28)      | 3               | 5:00            |                 |  |
|                                        | Pesi welter           | Neil Magny          | batte           | Carlos Condit       | Decisione unanime (30-27, 30-27, 29-28)      | 3               | 5:00            |                 |  |
| Card Preliminare (Fox Sports 1)        |                       |                     |                 |                     |                                              |                 |                 |                 |  |
|                                        | Pesi mediomassimi     | Michał Oleksiejczuk | batte           | Khalil Rountree Jr. | Decisione unanime (30-27, 30-27, 30-27)      | 3               | 5:00            |                 |  |
|                                        | Pesi piuma            | Myles Jury          | batte           | Rick Glenn          | Decisione unanime (30-27, 30-27, 30-27)      | 3               | 5:00            |                 |  |
|                                        | Pesi medi             | Marvin Vettori      | vs.             | Omari Akhmedov      | Pareggio maggioritario (28-28, 29-28, 28-28) | 3               | 5:00            |                 |  |
|                                        | Pesi mosca            | Matheus Nicolau     | batte           | Louis Smolka        | Decisione unanime (30-26, 30-26, 30-25)      | 3               | 5:00            |                 |  |
| Card Preliminare (UFC Fight Pass)      |                       |                     |                 |                     |                                              |                 |                 |                 |  |
|                                        | Pesi gallo            | Tim Elliott         | batte           | Mark De La Rosa     | Sottomissione (anaconda choke)               | 2               | 1:41            | POTN            |  |

## Premi
I lottatori premiati ricevettero un bonus di 50.000 dollari.
Legenda:
- FOTN: Fight of the Night (vengono premiati entrambi gli atleti per il miglior incontro dell'evento)
- POTN: Performance of the Night (viene premiato il vincitore per la migliore performance dell'evento)